# Galghumor
Galghumor är förmågan att se det lustiga i sin egen svåra situation, eller kunna säga något lustigt, trots att man mår dåligt av någon orsak. Den liknar sjuk humor men skiljer sig från denna genom att galghumorn används av personen som själv är drabbad.
Ett exempel kan vara det kända replikskiftet med den svårt sårade som blir tillfrågad:

- Gör det ont?

- Bara när jag skrattar.
Begreppet sägs ursprungligen ha syftat på humor som kan höras från en dödsdömd på väg till galgen.